# Scriptor incertus de Leone Armenio
Scriptor incertus de Leone Armenio (en latin : « l'auteur à l'identité incertaine ayant écrit sur [l'empereur] Léon l'Arménien ») est un historien byzantin qui n'est pas identifié avec certitude, auteur d'un récit des règnes de Michel Ier Rhangabé et de Léon V l'Arménien (de 812 à 816), fragment coupé au début et à la fin.
Ce texte a fait l'objet d'une riche discussion entre spécialistes. Il est comme tel conservé dans un seul manuscrit, daté de 1013 (Paris. gr. 1711). Des passages ont été recopiés mot pour mot ou paraphrasés dans la chronique historique dite « du Pseudo-Syméon Magistros » qui se trouve elle aussi dans un seul manuscrit datant du XIIe ou du XIIIe siècle, le Paris. gr. 1712. Le texte se trouve dans le vol. 31 du Corpus scriptorum historiæ byzantinæ.
La discussion s'est nouée autour du rapport de ce texte et d'un autre, intitulé Chronique de 811, conservé également dans un seul manuscrit, du XIIIe siècle, le Vat. gr. 2014, et édité pour la première fois par Ivan Dujčev en 1935. Le byzantiniste belge Henri Grégoire a soutenu dès 1936 que les deux textes sont deux fragments d'une même chronique perdue composée pendant la première moitié du IXe siècle, la Continuation de Jean Malalas (Malalas continuatus).
La Chronique de 811 relate la désastreuse campagne conduite cette année-là par l'empereur Nicéphore Ier contre les Bulgares et leur khan Kroum, aboutissant à la bataille de Pliska où l'empereur fut tué (26 juillet 811). Les deux textes fournissent des détails qui ne se trouvent ni dans la Chronique de Théophane le Confesseur, ni dans sa Continuation. En outre, H. Grégoire les a rapprochés pour des raisons de vocabulaire et de style : par exemple, dans les deux, Kroum est appelé le prôtos tês Boulgarias (« premier homme de Bulgarie »), titre inhabituel et péjoratif, au lieu du plus approprié archôn tês Boulgarias.
L'hypothèse de l'existence d'une Continuation de Malalas est répandue depuis la fin du XIXe siècle. Le rapprochement de la Chronique de 811 et du Scriptor incertus avec Jean Malalas est notamment justifié chez H. Grégoire par l'existence dans les deux textes de portraits d'empereurs de « style malalien ». Cependant, l'argument a été critiqué, de tels portraits existant chez d'autres historiens byzantins. D'autre part, R. Browning, qui a examiné la partie 714-811 de la Chronique du Pseudo-Syméon Magistros (inédite), a observé qu'elle était essentiellement tirée de Théophane le Confesseur et de Georges le Moine, sans aucun emprunt visible à une partie perdue du Scriptor incertus, ce qui laisserait penser que ce dernier commençait son récit en 811. Il faut également noter qu'il n'y a aucune référence à la Chronique de 811 chez le Pseudo-Syméon, alors qu'il suit de près le Scriptor incertus. Cependant Cyril Mango, dans une étude portant sur les deux versions de la Vie de Joannice le Grand, soutient non seulement l'opinion d'H. Grégoire selon laquelle la Chronique de 811 est de la main du Scriptor incertus (les deux Vies rapportant des détails présents seulement dans les deux fragments), mais encore qu'il s'agissait à l'origine d'une compilation historique couvrant également la bataille de Markellai (792).
La Chronique de 811 contient une claire allusion au baptême des Bulgares au temps de Boris Ier (864), ce qui semble imposer une date postérieure de rédaction. Cependant il pourrait s'agir d'une interpolation due à un copiste ou liée à un usage liturgique du texte : les martyrs chrétiens torturés et massacrés sur ordre de Kroum après la bataille de Pliska sont fêtés le 23 ou le 26 juillet dans le Synaxaire de Constantinople ; ce culte, qui est attesté le plus anciennement dans le Ménologe de Basile II, pourrait avoir motivé une récupération et une modification du texte, peut-être sous le règne de l'empereur Nicéphore Phocas, duquel datent des textes militaires animés de la même inspiration. De fait, la Chronique de 811, sous la forme que nous lui connaissons, présente un caractère hagiographique très marqué, mais déjà selon H. Grégoire il s'agit d'une adaptation liturgique d'un texte à l'origine purement historiographique.
Quant au texte du Scriptor incertus lui-même, sa rédaction est sûrement postérieure à 820, puisqu'on relève une allusion à la mort de Léon V (sans qu'elle soit racontée). On ne peut guère en dire plus du fait du caractère fragmentaire du texte. La Vie de Joannice, qui emprunterait donc aux deux fragments, est datée, mais de façon très incertaine, d'entre 847 et 860.
Deux études plus récentes concluent inversement à la séparation complète de la Chronique de 811 et du Scriptor incertus. Selon Athanasios Markopoulos, le texte intitulé, donc improprement, Chronique de 811, est entièrement un texte hagiographique postérieur à 864, rédigé à partir d'un « dossier documentaire » rassemblant des récits de rescapés de la bataille de Pliska (Sabas, l'auteur de la Vie de Joannice, aurait pu puiser directement dans cette source). Alexander Kazhdan et Lee Sherry sont plus précis dans le même sens et datent le texte de la fin du IXe siècle, suggérant une comparaison avec une autre hagiographie, le Martyre des vingt Sabaïtes.
Quant au texte du Scriptor incertus lui-même, selon A. Markopoulos il aurait été rédigé peu après 820 par un auteur dont on voit qu'il est très hostile à l'iconoclasme de Léon V (qualifié de « faussaire », d'« Antéchrist » et de « tyran ») et très favorable au patriarche Nicéphore et au clergé iconodule. Il s'agit d'autre part d'un personnage important qui a eu accès aux archives du palais et surtout aux archives patriarcales, et qui est très au fait du débat théologique. Georges le Moine (II, p. 780 sqq., éd. De Boor) cite un long passage d'une œuvre perdue du patriarche lui-même consacrée à Léon V. Cependant, une autre hypothèse plus souvent citée évoque Serge le Confesseur, père du patriarche Photius.